# Kliment Yefremovich Voroshilov
Kliment Yefremovich Voroshilov(nghe)ⓘ (tiếng Nga: Климе́нт Ефре́мович Вороши́лов; 1881 – 1969) là nhà cách mạng Nga, chỉ huy quân đội Liên Xô, lãnh đạo Đảng và nhà nước Liên Xô, người tham gia vào Nội chiến, một trong những Nguyên soái đầu tiên của Liên Xô (1935).
Ông là người giữ kỷ lục về thời gian trong Bộ Chính trị Ban Chấp hành Trung ương Đảng Cộng sản Liên Xô, tổng cộng 34,5 năm.
Tên ông được đặt cho một loại xe tăng hạng nặng nổi tiếng của Liên Xô, xe tăng Kliment Voroshilov.

## Tiểu sử

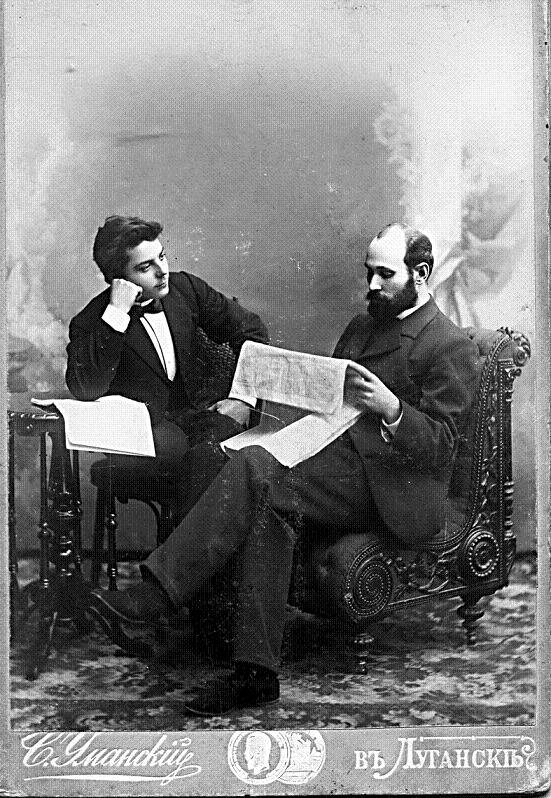
Kliment Voroshilov với thầy giáo của ông Semen Ryzhkov

Ông sinh ngày 4 tháng 2 năm 1881 tại làng Verkhneye, huyện Bakhmut, tỉnh Yekaterinoslav, Đế quốc Nga (Donetsk, và từ năm 1938 là tỉnh Voroshilovgrad thuộc Ukraina Xô, vào năm 1992 được đổi tên thành tỉnh Lugansk của Ukraina), nay thuộc thành phố Lysychansk, trong gia đình của một công nhân đường sắt cha là Efrem Andreevich Voroshilov (1844-1907) và mẹ là một lao công Maria Voroshilov (tên thời con gái là Agafonova) (1857-1919). Có nguồn gốc là người Ukraina.
Có một số ghi chép rằng họ thật của cha ông là Voroshilo, sau này ông đổi thành Voroshilov. Trong hồi ký ông kể về quê quán và gia đình, nói về nguồn gốc Nga của mình. Năm 7 tuổi làm nghề chăn cừu, thợ mỏ. Năm 1893-1895 ông học tại trường Zemskaya giáo xứ Vasilyevka huyện Slavyanoserbsk (từ năm 1924 là huyện Voroshilovsky tỉnh Donetsk). Ông trở thành một người bạn thân và gần như là một thành viên trong gia đình của giáo viên Semen Ryzhkov, người sau này trở thành Thư ký thứ hai Duma Quốc gia. Từ năm 1896, ông làm việc tại nhà máy Yekaterinovsky DYUMO, từ năm 1903 làm việc tại nhà máy đầu máy hơi nước Gartman thành phố Lugansk.

## Hoạt động cách mạng
Ông trở thành thành viên của Đảng Lao động Dân chủ Xã hội Nga (Bolshevik) tại nhà máy luyện kim DYUMO vào cuối năm 1903. Từ năm 1904, ông gia nhập Bolshevik, thành viên của Ủy ban Bolshevik Lugansk. Tháng 12 năm 1905, sau khi mãn hạn tù, ông trở thành chủ tịch Xô viết Lugansk, lãnh đạo cuộc bãi công của công nhân, thành lập các đội dân sự tự vệ.
Ông là đại biểu Đại hội lần thứ 4 (1906) và lần thứ 5 (1907) Đảng Lao động Dân chủ Xã hội Nga (b). Có biệt danh "Volodin". Năm 1908-1917, ông tiến hành công tác đảng ngầm ở Baku, Petrograd, Tsaritsyn.
Ông liên tiếp bị bắt và lưu đày. Vào cuối tháng 9 năm 1907, Bộ trưởng Bộ Nội vụ Pyotr Arkadyevich Stolypin quyết định: "Cử Voroshilov đến tỉnh Arkhangelsk dưới sự giám sát công khai của cảnh sát trong ba năm, kể từ ngày 1 tháng 10 năm 1907". Voroshilov bị lưu đày tại một thị trấn nhỏ Pinega thuộc tỉnh Arkhangelsk. Ngày 22 tháng 12 năm 1907 ông trốn khỏi nơi lưu đày.
"Gửi cho Thống đốc Arkhangelsk từ Pinega số 795. Vào ngày 22 tháng 12 năm 1907, tù chính trị Voroshilov và Naida đã mất tích. Cảnh sát Kunnikov".
Bị bắt năm 1909 tại St.Petersburg. Ông bị giam trong nhà tù "Kresty", và sau đó, áp giải một lần nữa đưa đến tỉnh Arkhangelsk, đến thành phố Mezen, nơi ông ở đến cuối tháng 10 năm 1909. Vào cuối năm 1910, một cuộc họp đặc biệt dưới quyền Bộ trưởng Bộ Nội vụ đã quyết định: "Gia hạn thời gian giám sát Lipaev và Voroshilov công khai đối với cảnh sát và trục xuất đến tỉnh Arkhangelsk thêm một năm, và sắp xếp Izbitsky để cảnh sát giám sát thêm ở Lãnh thổ Pechora".
Người đứng đầu nhà tù tỉnh đã báo cáo với chính quyền hiến binh tỉnh Arkhangelsk (vào tháng 10 năm 1911):
"...Tôi thông báo với các bạn rằng Klimenty Voroshilov, trong thời gian bị giam trong nhà tù được giao cho tôi quản lý từ ngày 24 tháng 2 đến ngày 10 tháng 8 năm nay, đã phải chịu hình phạt kỷ luật ba lần: Ngày 24 tháng 2 vì vi phạm nội quy trại giam, hắn ta bị giam trong xà lim 7 ngày; vào ngày 28 tháng 3 vì tội xúi giục tù nhân thực hiện các yêu cầu bất hợp pháp cũng bị giam trong xà lim 7 ngày và vào ngày 1 tháng 7 vì vi phạm nội quy khi đi bộ cũng bị phạt trong 7 ngày. Bên cạnh các hình phạt nêu trên, Voroshilov thường bị bỏ tù và khiển trách vì một số vi phạm trật tự nhà tù. Nhìn chung, khi ở trong tù, Voroshilov có đặc điểm là hành vi cực kỳ xấu và bản tính ngoan cố, cư xử ngang ngược xấc láo với quản lý và giám sát, và tấm gương của hắn gây ảnh hưởng xấu đến các tù nhân khác, khiến họ vi phạm trật tự và kỷ luật trại giam. Ví dụ, dưới sự chỉ đạo trực tiếp của Voroshilov, những kẻ bị giam giữ cùng phòng giam với hắn ta đã tuyệt thực, do không hài lòng với nội quy nhà tù áp dụng cho họ, dựa trên luật lệ. Trước hành vi phản cảm như vậy của Voroshilov, hắn ta gần đây đã bị cách ly hoàn toàn khỏi các tù nhân khác và bị đưa vào một phòng biệt giam."
Bị ốm, kiệt sức vì tuyệt thực và Voroshilov cùng một số tù "chính trị" khác bị đày đến Mezen vốn đã quen thuộc với ông, và sau đó xa hơn nữa đến làng Doloda Slit ở Biển Trắng, gần Vòng Bắc Cực. Ở Mezen, ông tham gia một những người lưu vong chính trị địa phương. Vào tháng 3 năm 1912, "do hành vi không được đồng ý," Voroshilov liên tục được chuyển đến Yuroma, Ust-Vashka, Dorogorskoye. Vào tháng 7 năm 1912, Voroshilov được bỏ khỏi sự giám sát công khai của cảnh sát. Anh ta đến Arkhangelsk, và sau đó ra ngoài tỉnh - đến Donbass. Cảnh sát và hiến binh tiếp tục tiến hành theo dõi ngầm Voroshilov.
Vào tháng 3 năm 1913, sau hai lần bị bắt, ông được công bố quyết định về "biện pháp trấn áp các hoạt động bất hợp pháp" - trục xuất dưới sự giám sát công khai của cảnh sát trong hai năm đến huyện Cherdyn tỉnh Perm. Như trong cuộc lưu đày Arkhangelsk, Voroshilov đã thiết lập các mối liên hệ với những người lưu vong chính trị ở đây, tiến hành công việc chính trị giữa người dân địa phương. Các hoạt động cách mạng của Voroshilov diễn ra trong bí mật, và nhờ đó, ông cùng với những người khác được đưa vào danh sách những người lưu đày chính trị được ân xá liên quan đến lễ kỷ niệm 300 năm thành lập triều Romanovs: thời gian lưu đày ở Perm đã giảm một năm.
Vào ngày 13 tháng 3 năm 1914 Voroshilov cùng với Ekaterina Davydovna, người đã tự nguyện lấy ông, cả hai rời đến Donbass. Ở Lugansk, Kliment Efremovich thất nghiệp; giám sát của cảnh sát cũng tăng cường. Tất cả những điều này đã buộc ông phải rời Donbass và tìm việc ở nơi khác. Chiến tranh thế giới thứ nhất nổ ra Voroshilov đến Tsaritsyn, nơi ông làm việc tại nhà máy pháo. Là một công nhân của doanh nghiệp quốc phòng theo luật của Đế chế Nga, Voroshilov được miễn khỏi nghĩa vụ quân sự. 
Sau Cách mạng Tháng Hai năm 1917, ông là thành viên của Xô viết Đại biểu Công nhân và Binh lính Petrograd, đại biểu Hội nghị Đại biểu Toàn quốc lần thứ 7 và Đại hội lần thứ 6 Đảng Lao động Dân chủ Xã hội Nga.
Kể từ tháng 3 năm 1917 - Chủ tịch Ủy ban Bolshevik Lugansk, từ tháng 8 Chủ tịch Duma Lugansk, kể từ tháng 9 Chủ tịch Xô viết Lugansk.
Vào tháng 11 năm 1917, trong cuộc Cách mạng Tháng Mười, Voroshilov là Chính ủy Ủy ban Cách mạng Quân sự Petrograd.
Vào ngày 5 tháng 12 năm 1917, theo gợi ý của Feliks Edmundovich Dzerzhinsky Hội đồng Dân ủy Nga Xô thảo luận về vấn đề giải thể chính quyền cũ và thành lập một cơ quan đặc biệt để duy trì trật tự ở thủ đô. Sau khi chấp thuận kế hoạch này, Hội đồng Dân ủy Nga Xô đã hướng dẫn Voroshilov thực hiện kế hoạch. Cùng với Feliks Dzerzhinsky, ông đã làm việc để tổ chức Ủy ban Đặc biệt toàn Nga (Cheka).
Năm 1918, ông là đại biểu những người Bolshevik trong Quốc hội Lập hiến Nga. Vào đầu tháng 3 năm 1918, Voroshilov tổ chức biệt đội Xã hội chủ nghĩa Lugansk số 1, biệt đội này bảo vệ thành phố Kharkov khỏi quân Đức-Áo.

## Nội chiến

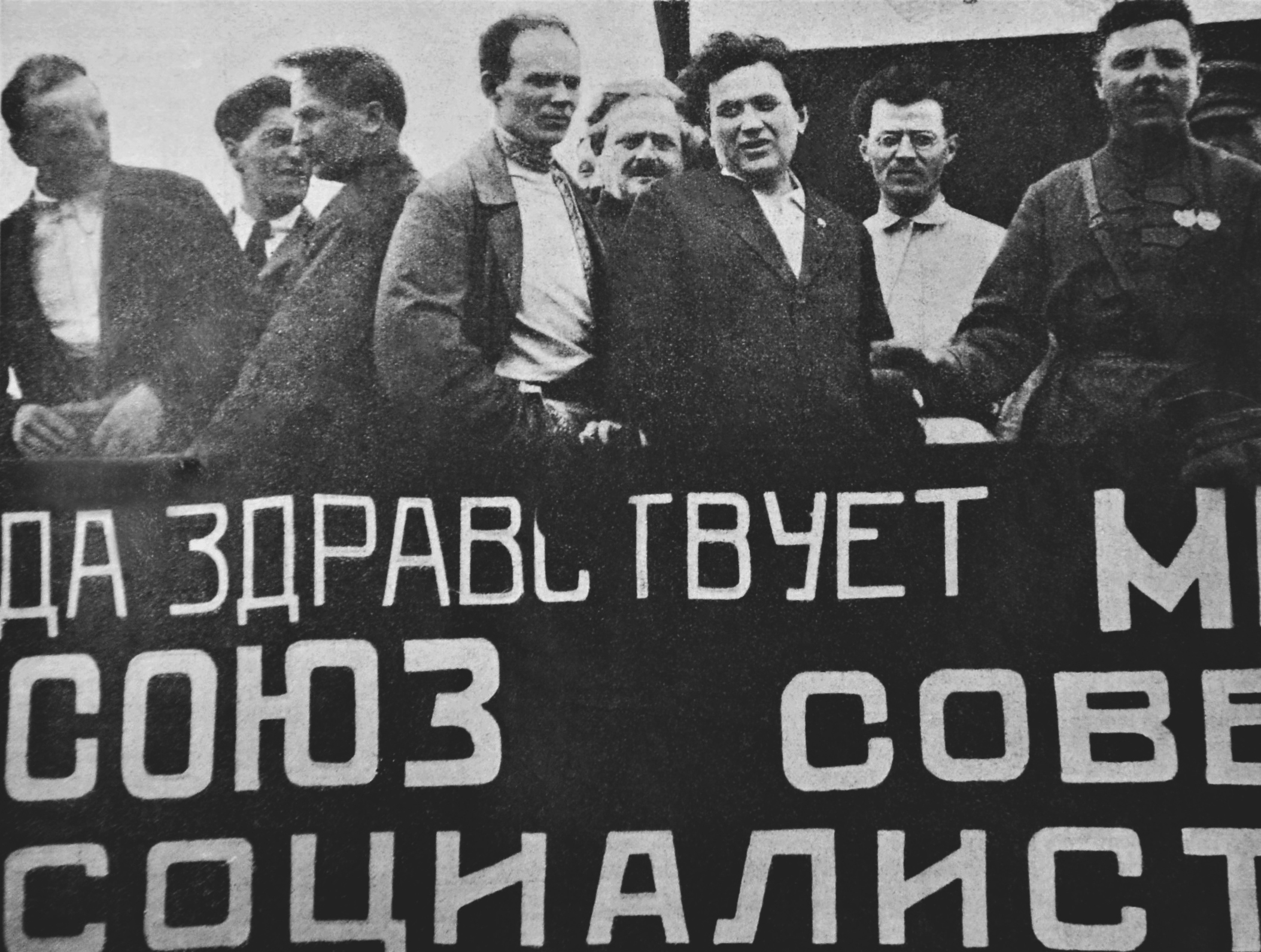
Biểu ngữ đỏ từ Công xã Paris, mang tới Moskva bởi Đảng Cộng sản Pháp.
Trong bức ảnh: Kliment Voroshilov đầu tiên bên phải, Grigory Zinoviev thứ ba từ bên phải, Avel Enukidze thứ tư từ bên phải and Nikolay Antipov thứ năm từ bên phải. 1924

Trong Nội chiến, ông là Tư lệnh Tập đoàn quân 5, sau đó là Mặt trận Tsaritsyn, Phó Tư lệnh kiêm Uỷ viên Hội đồng quân sự Mặt trận phía Nam, Tư lệnh Tập đoàn quân số 10 (3 tháng 10 - 18 tháng 12 năm 1918), Ủy viên Nhân dân Bộ Dân ủy Nội vụ Ukraine Xô viết (tháng 1 - tháng 6 năm 1919), Tư lệnh Quân khu Kharkov, Tư lệnh Tập đoàn quân 14 và Phương diện quân nội vụ Ukraine. Một trong những người tổ chức và là thành viên của Hội đồng Quân nhân Cách mạng của Quân đoàn kỵ binh số 1, do Semyon Mikhailovich Budyonny chỉ huy.
Tại Đại hội VIII Đảng Cộng sản Nga (b), được tổ chức vào tháng 3 năm 1919, ông đã tham gia vào "phe quân sự bảo thủ". Năm 1921, ông dẫn đầu một nhóm đại biểu tham dự Đại hội X Đảng Cộng sản Nga, đồng thời tham gia đàn áp Cuộc nổi dậy Kronstadt. Năm 1921-1924, ông là Ủy viên Cục Đông Nam Trung ương Đảng Cộng sản Nga (b), Tư lệnh Quân khu Bắc Caucasian.
Năm 1924-1925, ông là Tư lệnh Quân khu Moskva, từ tháng 1/1925-11/1925 là Phó Ủy viên Nhân dân Bộ Dân ủy Quân sự và Hải quân Liên Xô và thành viên của Hội đồng Quân sự Cách mạng.
Ông là thành viên của Uỷ ban tổ chức tang lễ của Lenin.

## Bộ Dân ủy Quốc phòng
Sau khi Mikhail Vasilyevich Frunze qua đời, ông lần lượt giữ các chức vụ Ủy viên Nhân dân Bộ Dân ủy Quân sự và Hải quân Liên Xô kiêm Chủ tịch Hội đồng Quân sự Cách mạng Liên Xô từ ngày 6 tháng 11 năm 1925 đến ngày 20 tháng 6 năm 1934; Ủy viên Nhân dân Bộ Dân ủy Quốc phòng Liên Xô từ ngày 20 tháng 6 năm 1934 đến ngày 7 tháng 5 năm 1940. Tổng cộng, Voroshilov đã giữ chức vụ lãnh đạo quốc phòng gần 15 năm, lâu hơn bất kỳ ai khác trong thời kỳ Liên Xô. Ông nổi tiếng là người hết lòng ủng hộ Stalin, ủng hộ trong cuộc chiến chống lại Trotsky, và sau đó là trong quá trình củng cố quyền lực của Stalin vào cuối những năm 1920. Ông đã viết một số bài báo, và sau đó là cuốn sách "Stalin và Hồng quân", ca ngợi vai trò của Stalin trong Nội chiến. Tuy nhiên, xung đột của ông với Stalin về chính sách ở Trung Quốc, cũng như về vấn đề trục xuất ngay lập tức Trotsky và Zinoviev khỏi Trung ương Đảng. Vào ngày 4 tháng 7 năm 1927 Molotov trong một bức thư phàn nàn với Stalin: "Voroshilov coi thường sự lãnh đạo của đồng chí trong 2 năm qua".
Nhân kỷ niệm 50 năm ngày sinh Stalin, Voroshilov đã xuất bản bài báo "Stalin và Hồng quân" (1929), trong đó Stalin được coi là một trong những "người tổ chức chiến thắng Nội chiến" xuất sắc nhất, "chiến lược thực thụ", là "người tổ chức và lãnh đạo quân sự hạng nhất có tầm nhìn xa trông rộng". 

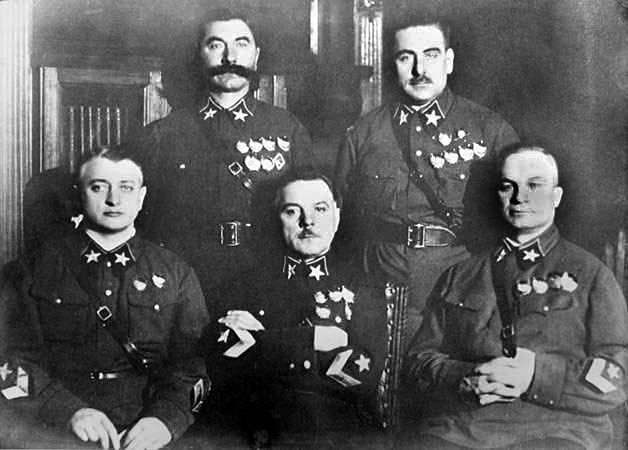
Năm Nguyên soái Liên Xô đầu tiên, theo chiều kim đồng hồ từ góc trái: Budyonny, Blyukher, Yegorov, Voroshilov và Tukhachevsky (tháng 11 năm 1935). Còn duy nhất Voroshilov và Budyonny còn sống sau Đại Thanh trừng.

Tháng 11 năm 1935, Ban Chấp hành Trung ương và Hội đồng Dân ủy Liên Xô đã phong tặng cho 5 tư lệnh cấp cao Liên Xô quân hàm mới "Nguyên soái Liên Xô". Trong số đó có Voroshilov.
Dưới thời Voroshilov, Hồng quân được tái trang bị vũ khí hiện đại và trang bị các mẫu xe tăng và máy bay mới về mặt kỹ thuật, cũng như các loại pháo. Là một phần của quá trình hiện đại hóa quân đội, Voroshilov đã gặp gỡ các nhà thiết kế, thăm các nhà máy, để kiểm tra chất lượng chiến đấu của các loại súng mới được chỉ định bởi các ủy ban đặc biệt, bao gồm các chuyên gia quân sự giàu kinh nghiệm như Nikolay Nikolayevich Voronov, Vladimir Davydovich Grendal, Matvey Vasilyevich Zakharov, Georgy Kosmich Savchenko và nhiều người khác, đã tích cực tham gia vào việc xem xét các kết luận của các ủy ban. Ngoài ra, cấp bậc và cấp hiệu mới đã được phê duyệt trong Hồng quân, và quân phục mới đã được giới thiệu.
Đồng thời, dưới thời Voroshilov, Hồng quân Công nông chuyển từ hệ thống dân quân địa phương sang hệ thống biên chế. Sau khi Nội chiến kết thúc, Hồng quân đã đưa vào áp dụng một hệ thống tuyển dụng hỗn hợp, kết hợp giữa hệ thống chính quy và dân quân địa phương. Hệ thống tuyển dụng dân quân địa phương là việc tuyển chọn công dân đủ 18 tuổi tham gia nghĩa vụ quân sự huấn luyện và tham gia dân quân tại địa phương trong thời gian nhất định, với sĩ quan chính quy làm nòng cốt, lực lượng dân quân địa phương chiếm sức mạnh một nửa của quân đội. Sự chuyển đổi này là bắt buộc do kinh tế Liên Xô đang trong giai đoạn khó khăn. Nhưng kinh nghiệm cho thấy với những ưu điểm nhất định (tiết kiệm chi phí, có nhiều tân binh trẻ, đào tạo với chi phí thấp nhất, v.v.), hệ thống đó không bảo đảm trình độ chiến đấu và huấn luyện chính trị, sự gắn kết, hiệp đồng và kỷ luật quân đội. Tổng hợp tuyển tập những tân binh sinh năm 1903, Voroshilov lưu ý:
"Như một điều tất yếu, việc bố trí một phần lãnh thổ được xác định, bằng nguyên tắc phân vùng dân cư. Do đó, trong trường hợp xảy ra chiến tranh, với lãnh thổ rộng lớn của đất nước Xô Viết và mạng lưới đường sắt không đủ, việc tập trung các đơn vị này trong một chiến trường cụ thể sẽ là một bài toán khó.
Một nhược điểm khác của hệ thống này là nó dựa trên các trại huấn luyện ngắn hạn, không thể đảm bảo sự thống nhất của các đơn vị, giáo dục tính kỷ luật vững vàng trong binh sĩ và nghiên cứu các trang thiết bị phức tạp".
Tiềm lực kinh tế Liên Xô ngày càng tăng, khiến cho việc loại bỏ các đội hình dân quân. Năm 1935, Bộ Chính trị Ban Chấp hành Trung ương Đảng Cộng sản toàn Liên bang (b) quyết định chuyển một số dân quân địa phương sang cấp chính quy. Vào đầu năm 1935, 77% quân đội chính quy và 23% dân quân địa phương. Năm 1939, loại bỏ hoàn toàn dân quân địa phương trong biên chế Hồng quân.
Cũng dưới thời Voroshilov, việc tổ chức lại việc đào tạo quân nhân đã hoàn tất. Trong thời kỳ cải cách, giáo dục quân sự được chia thành hai loại chính: hạ sĩ quan (sau khi tốt nghiệp trường quân sự bình thường) và sĩ quan (sau khi tốt nghiệp học viện). Tiến hành phân tích sự biến đổi của đào tạo quân nhân, Voroshilov tại cuộc họp trọng thể nhân dịp tốt nghiệp các chỉ huy Hồng quân ngày 10 tháng 9 năm 1926 đã nói: "Chúng ta phải tự hào nói rằng nhiệm vụ to lớn và khó khăn này là tạo ra một quân đoàn chỉ huy, phù hợp với sự quản lý của Hồng quân chúng ta, chúng ta đã giải quyết được 75%. Trong số 48 nghìn chỉ huy Hồng quân, chúng tôi có hơn 34 nghìn người tốt nghiệp từ các trường bình thường hoặc các khóa học ngắn hạn của chúng ta". Đến đầu năm 1928, Liên Xô có 49 trường học, 6 học viện quân sự và 5 khoa của học viện dân sự. Kể từ năm 1929, sự phát triển chung về số lượng và năng lực của các trường đại học, đặc biệt là các trường kỹ thuật.
Theo một nghiên cứu của Oleg Nikolaevich Ken, Voroshilov, khi làm việc với tư cách là Ủy viên Nhân dân Bộ Dân ủy Quân sự và Hải quân, đã chủ trương phát triển cân đối các lực lượng vũ trang, có tính đến khả năng kinh tế của đất nước. Theo Voroshilov, những nỗ lực chính đáng lẽ phải hướng vào việc củng cố vị thế kinh tế của đất nước và mở rộng nền tảng kinh tế chuẩn bị cho chiến tranh. "Thiết bị quân sự đòi hỏi rất nhiều tiền, và do đó, nó chỉ có thể được sử dụng bởi một cơ quan kinh tế mạnh mẽ", Voroshilov nói trong bài báo của mình trên tờ "Sao đỏ". - Quá tải ở khu vực này thường dẫn đến giảm lực sản xuất. Một số người hàng xóm của chúng ta có thể là một minh họa sống động cho thực tế đáng buồn này. Ngược lại, "sự sẵn sàng nhanh chóng của ngành công nghiệp để thực hiện nghĩa vụ của mình đối với mặt trận giảm thiểu lượng dự trữ trong thời bình và cung cấp vật tư chiến đấu cho quân đội. Và điều đó có nghĩa là trong thời bình, nhà nước sẽ không phải giữ những nguồn tài chính và vật chất khổng lồ đến mức cần thiết". Nhưng từ năm 1930, đường lối này đã vấp phải sự phản đối mạnh mẽ từ các nhà kỹ trị quân sự, những người không tính đến thực tế xã hội và kinh tế kế hoạch.
Sau chiến tranh Liên Xô-Phần Lan, vào ngày 7 tháng 5 năm 1940, Voroshilov được thay thế bởi Semyon Konstantinovich Timoshenko, người được Stalin bổ nhiệm vào chức vụ Ủy viên Nhân dân Bộ Dân ủy Quốc phòng Liên Xô. Cùng ngày, Voroshilov trở thành Phó Chủ tịch Hội đồng Dân ủy Liên Xô (cho đến ngày 15 tháng 3 năm 1953) và Chủ tịch Ủy ban Quốc phòng thuộc Hội đồng Dân ủy Liên Xô (cho đến khi bị bãi bỏ vào ngày 30 tháng 5 năm 1941), đồng thời là Phó Ủy viên Nhân dân Bộ Dân ủy Quốc phòng Liên Xô (đến tháng 11 năm 1944).

## Đại thanh trừng
Trong cuộc Đại thanh trừng, Voroshilov, trong số những cộng sự thân cận nhất của Stalin, đã tham gia vào việc xem xét cái gọi là "danh sách xử bắn" - danh sách những người bị thanh trừng của các thành viên Bộ Chính trị Trung ương Đảng Cộng sản toàn Liên bang (b). Các chữ ký trên danh sách có nghĩa là một bản án có tội. Chữ ký của Voroshilov hiện diện trên 185 danh sách, trong đó hơn 18,000 người đã bị kết án và xử bắn.
Với tư cách là Ủy viên Bộ Chính trị Trung ương Đảng Cộng sản toàn Liên bang (Bolsheviks) đã thông qua một số lượng lớn cái gọi là "giới hạn" (hạn ngạch về số lượng bị đàn áp theo nghị định NKVD số 00447 "Về hoạt động trấn áp kulaks trước đây, tội phạm và các phần tử chống Liên Xô khác").
Khi là Ủy viên Nhân dân Bộ Dân ủy Quốc phòng Voroshilov đã tham gia tích cực vào các cuộc trấn áp chống lại các sĩ quan của Hồng quân. Trong danh sách 26 sĩ quan của Hồng quân, được gửi từ Bộ Dân ủy Nội vụ Liên Xô (NKVD) đến Bộ Dân ủy Quốc phòng Liên Xô (NPO) ngày 28 tháng 5 năm 1937, ông đưa ra nghị quyết "Đồng chí. Gửi Ezhov. Hãy bắt tất cả những kẻ vô lại. 28.5.1937. К. Voroshilov"; một bút phê ngắn hơn - "Bắt giữ. К. В." - nằm trong danh sách tương tự gồm 142 sĩ quan.

## Chiến tranh Vệ quốc vĩ đại
Trong Chiến tranh Vệ quốc Vĩ đại, Nguyên soái Liên Xô Voroshilov là thành viên của Ủy ban Quốc phòng (GKO) kể từ khi thành lập vào ngày 30 tháng 6 năm 1941 đến ngày 22 tháng 11 năm 1944. Từ ngày 10 tháng 7 năm 1941, Tổng tư lệnh Bộ Tư lệnh Quân sự hướng Tây Bắc (giải tán ngày 27 tháng 8), sau đó là Tư lệnh Phương diện quân Leningrad (từ ngày 5 đến ngày 14 tháng 9 năm 1941, do Georgy Konstantinovich Zhukov thay thế), đại diện Đại bản doanh bố trí quân sự (12 tháng 10 năm 1941 - 5 tháng 9 năm 1942), đại diện của Đại bản doanh Bộ Tổng tư lệnh tối cao Mặt trận Volkhov (15 tháng 2 - 25 tháng 3 năm 1942). Ngày 15 tháng 12 năm 1942, ông được cử đến khu vực hoạt động của mặt trận Leningrad và Volkhov để hỗ trợ chuẩn bị cho cuộc đột phá phong tỏa Leningrad. Vào tháng 1 năm 1943, ông điều phối các hoạt động của quân đội Phương diện quân Leningrad trong Chiến dịch Tia Lửa trong cuộc đột phá phong tỏa Leningrad.
Vào giữa tháng 12 năm 1943, Voroshilov được điều đến Tập đoàn quân Duyên hải độc lập được lựa chọn để hỗ trợ tổ chức các hoạt động tác chiến mở rộng đầu cầu. Trong cuộc tấn công Crimea năm 1944, ông là điều phối viên của Tập đoàn quân Duyên hải độc lập.
Vào ngày 6 tháng 9 năm 1942, Voroshilov được bổ nhiệm làm Tổng tư lệnh phong trào du kích. Trên cương vị này, ông đã làm được rất nhiều điều cho sự phát triển của phong trào du kích. Đặc biệt, Voroshilov đã cải tiến việc quản lý các lực lượng du kích. Đề án quản lý lực lượng du kích do Voroshilov đưa ra tỏ ra rất hiệu quả và tồn tại ít thay đổi cho đến khi chiến tranh kết thúc. Thông qua những nỗ lực của Voroshilov, Đại bản doanh Trung ương phong trào du kích đã trở thành một cơ quan quyền lực để kiểm soát các lực lượng du kích. Nó cũng giải quyết được nhiều vấn đề liên quan đến huấn luyện, hậu cần và vận tải hàng không, và các vấn đề quan trọng khác của phong trào du kích. Nhưng vào ngày 19 tháng 11 năm 1942, chức vụ này bị bãi bỏ. Theo Ilya Grigoryevich Starinov, một chuyên gia nổi tiếng về du kích, việc bãi bỏ chức vụ Tổng tư lệnh Phong trào du kích đã có tác động tiêu cực đến phong trào du kích.
Ngày 5 tháng 4 năm 1943, theo nghị quyết của Ủy ban Quốc phòng Liên Xô, Voroshilov được bổ nhiệm làm Chủ tịch Ủy ban Chiếm đóng. Từ tháng 4 năm 1943, cùng với việc tổ chức lại các cơ quan quản lý chiếm đóng, việc hình thành các đơn vị chiếm đóng mới bắt đầu. Vào mùa hè năm 1943, một cấu trúc rõ ràng của các đơn vị chiếm đóng của Hồng quân đã được thành lập, điều này đã củng cố đáng kể việc phục vụ chiếm đóng và có tác động tích cực đến kết quả công việc. Cùng với việc giải quyết các vấn đề kinh tế quốc gia, đơn vị chiếm đóng đã tham gia tích cực vào việc giúp đỡ người dân được giải phóng khỏi sự chiếm đóng của Đức. Mặc dù có sự phân bổ lớn các nguồn lực để làm việc trong nền kinh tế quốc dân, nhưng đơn vị chiếm đóng cũng phải đương đầu với nhiệm vụ quan trọng nhất của mình - thu gom, bán và vận chuyển vũ khí, thiết bị quân sự và phế liệu. Vào ngày 3 tháng 4 năm 1944, "Quy định mới về các cơ quan, đơn vị và tổ chức của Hồng quân", do Chủ tịch Ủy ban Chiếm đóng thuộc Ủy ban Quốc phòng Voroshilov phê duyệt và công bố, nơi đưa ra quy định đầy đủ nhất về các nhiệm vụ phục vụ chiếm đóng: "Các cơ quan, đơn vị và tổ chức của Hồng quân đảm bảo việc thu thập, bảo vệ, hạch toán, loại bỏ và giao nộp vũ khí, đạn dược, thiết bị quân sự, thức ăn gia súc, nhiên liệu và các giá trị quân sự và kinh tế khác mà Hồng quân thu giữ được từ kẻ thù". Điều khoản này đóng một vai trò quan trọng trong việc tăng cường hơn nữa đơn vị chiếm đóng. Vào tháng 2 năm 1945, Ủy ban bị bãi bỏ.
Năm 1943, Voroshilov tham gia vào công việc của Hội nghị Tehran. Cũng trong năm 1943, Voroshilov đứng đầu Ủy ban đình chiến, cơ quan đóng vai trò quyết định trong việc thiết lập các điều kiện để Đức đầu hàng vô điều kiện. Sự phát triển lớn đầu tiên của ủy ban dưới sự lãnh đạo của Voroshilov là "Văn kiện về việc Đức đầu hàng vô điều kiện" ngày 3 tháng 2 năm 1944. Báo cáo cuối cùng về công việc của ủy ban vào ngày 14 tháng 2 năm 1946.

## Hậu chiến
Năm 1945-1947 ông là Chủ tịch Ủy ban Kiểm soát khối đồng minh tại Hungary. Ủy ban Kiểm soát khối đồng minh (ACC) bắt đầu hoạt động tại Debrecen vào ngày 5 tháng 2 năm 1945. Trách nhiệm của Ủy ban là điều chỉnh và giám sát việc thực hiện các điều khoản của hiệp định đình chiến. Ủy ban đã phải hành động trong những điều kiện khó khăn vì sự chia rẽ trong xã hội Hungary do nỗ lực rút khỏi cuộc chiến bất thành của Hungary, điều này làm cho tình hình ở Hungary về cơ bản khác với các nước vệ tinh khác của Đức. Nhưng bất chấp mọi khó khăn, nhiệm vụ của Ủy ban đã hoàn thành xuất sắc. Ủy ban ngừng hoạt động sau khi hiệp ước hòa bình có hiệu lực. 

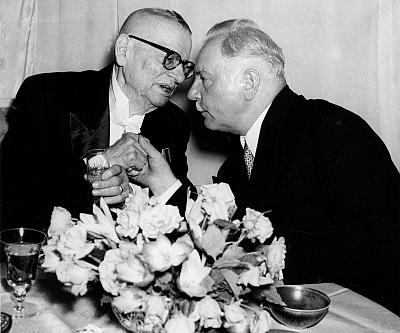
Voroshilov (phải) với Tổng thống Phần Lan J.K. Paasikivi ở Moskva

Năm 1946-1953 là Phó Chủ tịch Hội đồng Bộ trưởng Liên Xô.
Từ tháng 3 năm 1953 đến tháng 5 năm 1960, ông là Chủ tịch Đoàn Chủ tịch Xô Viết Tối cao Liên Xô.
Từ tháng 5 năm 1960, ông là Phó Chủ tịch Đoàn Chủ tịch Xô Viết Tối cao Liên Xô. Ông từng là đại biểu Xô Viết Tối cao Liên Xô từ khóa 1 đến khóa 7 (1937-1969), Xô viết Tối cao Ukraine Xô viết từ khóa 1 đến khóa 4. 

Mộ Voroshilov ở Nghĩa trang tường Điện Kremli Moskva.

Ông qua đời vào ngày 2 tháng 12 năm 1969, hưởng thọ 89 tuổi. Ông được an táng trên Quảng trường Đỏ ở Moscow gần bức tường điện Kremlin. Như một số thông tin ghi chép, đám tang của ông được tổ chức cấp nhà nước chưa từng có - lần đầu tiên sau hai mươi năm sau đám tang của Andrey Aleksandrovich Zhdanov, người ta đào một ngôi mộ phía sau Lăng Lenin (ngoại trừ việc cải táng Stalin).

## Lãnh đạo Nhà nước
Năm 1954, theo Nghị định của Đoàn Chủ tịch Xô viết Tối cao Liên Xô ngày 12/7/1954, với tư cách là Chủ tịch Đoàn Chủ tịch Xô Viết Tối cao Liên Xô, Voroshilov đã bãi bỏ cấp bậc và cấp hiệu cá nhân, cũng như quân phục cho nhân viên các bộ và cơ quan dân sự của Liên Xô, được Nikolay Shvernik, Chủ tịch Đoàn Chủ tịch Xô viết Tối cao Liên Xô, trước đó ký ban hành.

## Lãnh đạo Đảng
Từ năm 1921 đến tháng 10 năm 1961 và từ năm 1966 - ông là Ủy viên Ban Chấp hành Trung ương Đảng Cộng sản Liên Xô. Từ năm 1926 đến ngày 16 tháng 7 năm 1960 - Ủy viên Đoàn Chủ tịch Ban Chấp hành Trung ương Đảng Cộng sản Liên Xô (đến năm 1952 - Bộ Chính trị Ban Chấp hành Trung ương Đảng Cộng sản Liên Xô), ông từ nhiệm vì "yêu cầu cá nhân."
Đại biểu tham dự Đại hội Đảng toàn quốc từ lần thứ X đến lần thứ XXIII.
Năm 1957, ông tham gia "tập đoàn phản đảng". Không giống như các nhà lãnh đạo khác, ông không bị khai trừ khỏi đảng mà chỉ bị chỉ trích tại Đại hội lần thứ XXII của Đảng Cộng sản Liên Xô.

## Đời sống cá nhân

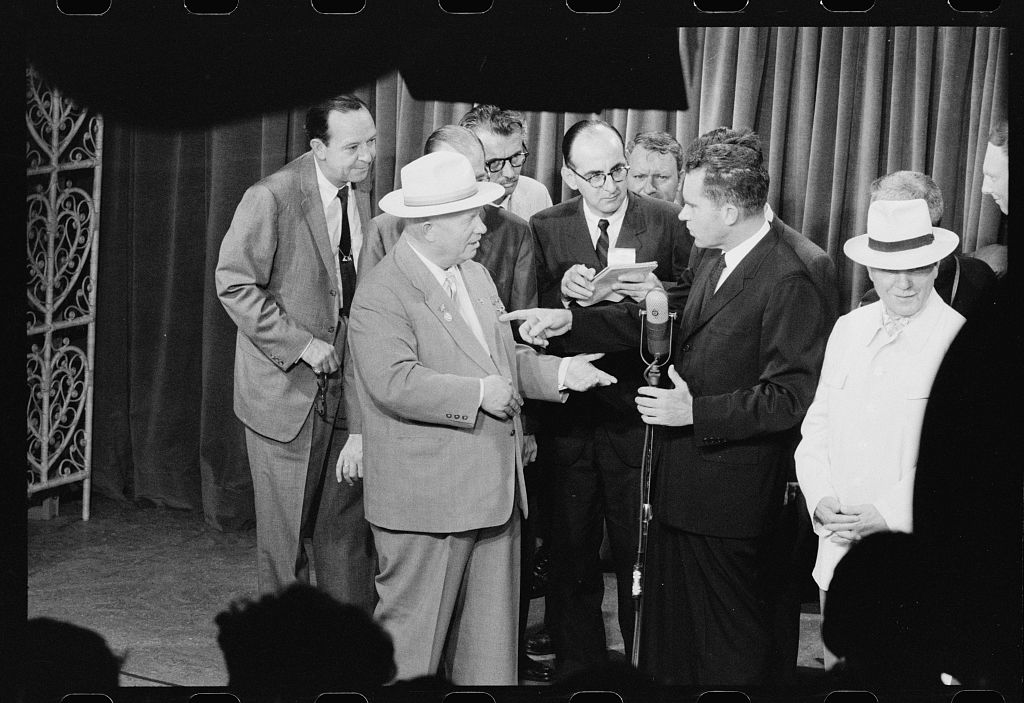
Voroshilov (ngoài cùng bên phải đội mũ) trong cuộc Tranh luận nhà bếp nổi tiếng năm 1959

Vợ của Voroshilov - Golda Davidovna Gorbman (1887-1959), người Do Thái. Trước khi kết hôn với Voroshilov (năm 1913, khi đang sống lưu vong ở Nyrob), cô đã được rửa tội, đổi tên và trở thành Ekaterina Davidovna. Đảng viên Đảng Lao động Dân chủ Xã hội Nga từ năm 1917.
Trong khi cả hai phục vụ trong Mặt trận Tsaritsyn năm 1918, nơi Ekaterina đang giúp đỡ những đứa trẻ mồ côi, họ nhận nuôi một cậu bé mồ côi bốn tuổi mà họ đặt tên là Petya (1914-1984) - (nhà thiết kế, trung tướng), và họ có hai người cháu - Klim Petrovich Voroshilov và Vladimir Petrovich Voroshilov.
Sau khi Mikhail Vasilyevich Frunze qua đời năm 1925, năm 1931 ông đã nhận nuôi 2 người con của Frunze một con trai Timur Mikhailovich Frunze (1923-1942) và một con gái Tatyana Mikhailovna Frunze (sinh năm 1920).
Ngoài ra họ có con trai nuôi là giáo sư Học viện Bách khoa Kharkov Leonid Lavrentyevich Nesterenko (1910-1986), con trai của thợ cơ khí nhà máy đầu máy hơi nước Lugansk Lavrenty Ivanovich Nesterenko, người đã làm việc ở đó cùng với Voroshilov và sau đó đã chết trong Nội chiến ở Crimea, nơi ông đã chiến đấu trong Hồng quân.

## Phát ngôn
| “ | Những kế hoạch phóng đại quá mức thường có hại hơn nữa là không tận dụng được mọi cơ hội sẵn có | ” |

## Trao tặng

### Liên Xô
Dòng xe tăng KV (Kliment Voroshilov), sử dụng trong Thế chiến II, mang tên ông. Hai thị trấn mang tên ông: Voroshilovgrad ở Ukraine (nay đổi tên thành Luhansk) và Voroshilov ở Viễn Đông Nga (nay đổi tên thành Ussuriysk theo dòng sông Ussuri), cũng như Học viện Tổng Tham mưu ở Moskva. Stavropol được gọi là Voroshilovsk từ 1935 tới 1943.
- Anh hùng Liên Xô, 2 lần (3/2/1956; 22/2/1968)
- Anh hùng Lao động Xã hội chủ nghĩa (7/5/1960)
- Huân chương Lenin, 8 lần (số 880 – 23/2/1935, số 3582 – 22/2/1938, số 14851 – 3/2/1941, số 26411 – 21/2/1945, số 128065 – 3/2/1951, số 313410 – 3/2/1956, số 331807 – 3/2/1961, số 340967 – 22/2/1968)
- Huân chương Cờ đỏ, 6 lần (số 47 – 26/6/1919, số 629 2/4/1921, số 27/3–2/12/1925, số 5/4–22/2/1930, số 1/5–3/11/1944, số 1/6 24/6/1948)
- Huân chương Suvorov, hạng nhất (số 125 – 22/2/1944)
- Huân chương Cờ đỏ Uzbek Xô (17/2/1930)
- Huân chương Cờ đỏ Tajik Xô (số 148 – 14/1/1933)
- Huân chương Cờ đỏ Ngoại Kavkaz Xô (25/2/1933)
- Kỷ niệm chương "XX năm Hồng quân Công nhân và Nông dân" (22/2/1938)
- Huân chương "Vì Chiến thắng Đức trong Chiến tranh Vệ quốc Vĩ đại 1941-1945" (1945)
- Huân chương "Vì sự nghiệp bảo vệ Leningrad"
- Huân chương "Vì sự nghiệp bảo vệ Moskva"
- Huân chương "Vì sự nghiệp bảo vệ Caucasus"
- Huân chương "Kỷ niệm 800 năm thành lập Moskva" (21/9/1947)
- Kỷ niệm chương "30 năm Quân đội và Hải quân Liên Xô" (22/2/1948)
- Kỷ niệm chương "40 năm Lực lượng vũ trang Liên Xô" (17/2/1958)
- Kỷ niệm chương "50 năm Lực lượng vũ trang Liên Xô"
- Kỷ niệm chương "Hai mươi năm chiến thắng trong cuộc chiến tranh vệ quốc vĩ đại 1941-1945" (1965)
- Vũ khí danh dự cách mạng (1920, 1968)

### Nước ngoài

#### Mông Cổ
- Anh hùng Cộng hòa Nhân dân Mông Cổ (29/5/1957)
- Huân chương Sukhbaatar, 2 lần
- Huân chương Cờ đỏ Mông Cổ

#### Phần Lan
- Đại thập tự Huân chương Hoa hồng trắng Phần Lan

#### Thổ Nhĩ Kỳ
- Công dân danh dự Izmir, 11/1933;[8] ở Izmir có một con đường mang tên ông.[9] Năm 1951, đổi tên thành "Plevne Bulvarı".